# یان کولار
یان کولار (انگلیسی: Ján Kollár; ۲۹ ژوئیهٔ ۱۷۹۳ – ۲۴ ژانویهٔ ۱۸۵۲) نویسنده (عمدتا شاعر) ، باستان شناس ، دانشمند ، کشیش ، سیاستمدار و ایدئولوژیست اصلی پان-اسلاوی اهل اسلواکی بود.